# Ceremșanka, Stara Vîjivka
Ceremșanka (în ucraineană Черемшанка) este un sat în comuna Sedlîșce din raionul Stara Vîjivka, regiunea Volînia, Ucraina.

## Demografie
Componența lingvistică a localității Ceremșanka
     Ucraineană (100%)
Conform recensământului din 2001, toată populația localității Ceremșanka era vorbitoare de ucraineană (100%).